# Desaparición de Suzy Lamplugh

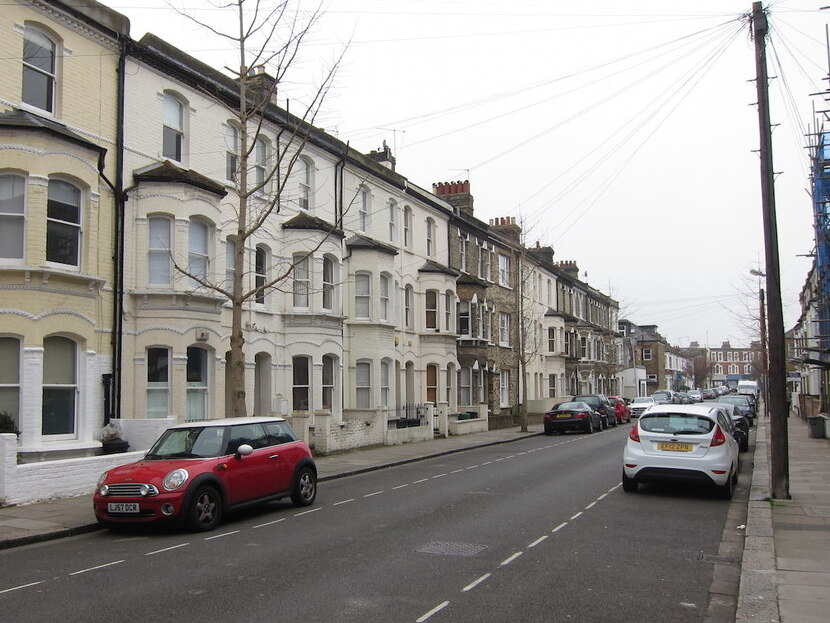
37 Shorrolds Road

Susannah (Suzy) Jane Lamplugh (nacida el 3 de mayo de 1961 en Cheltenham) fue una agente inmobiliaria reportada como desaparecida el 28 de julio de 1986 (a sus 25 años) en Fulham, sudoeste de Londres, Inglaterra. Fue declarada oficialmente muerta, presuntamente asesinada, en 1994. La última pista acerca de su paradero fue una cita para mostrar una vivienda en Shorrolds Road a alguien a quien se refería como "Señor Kipper". El caso sigue sin resolverse.

## Desaparición

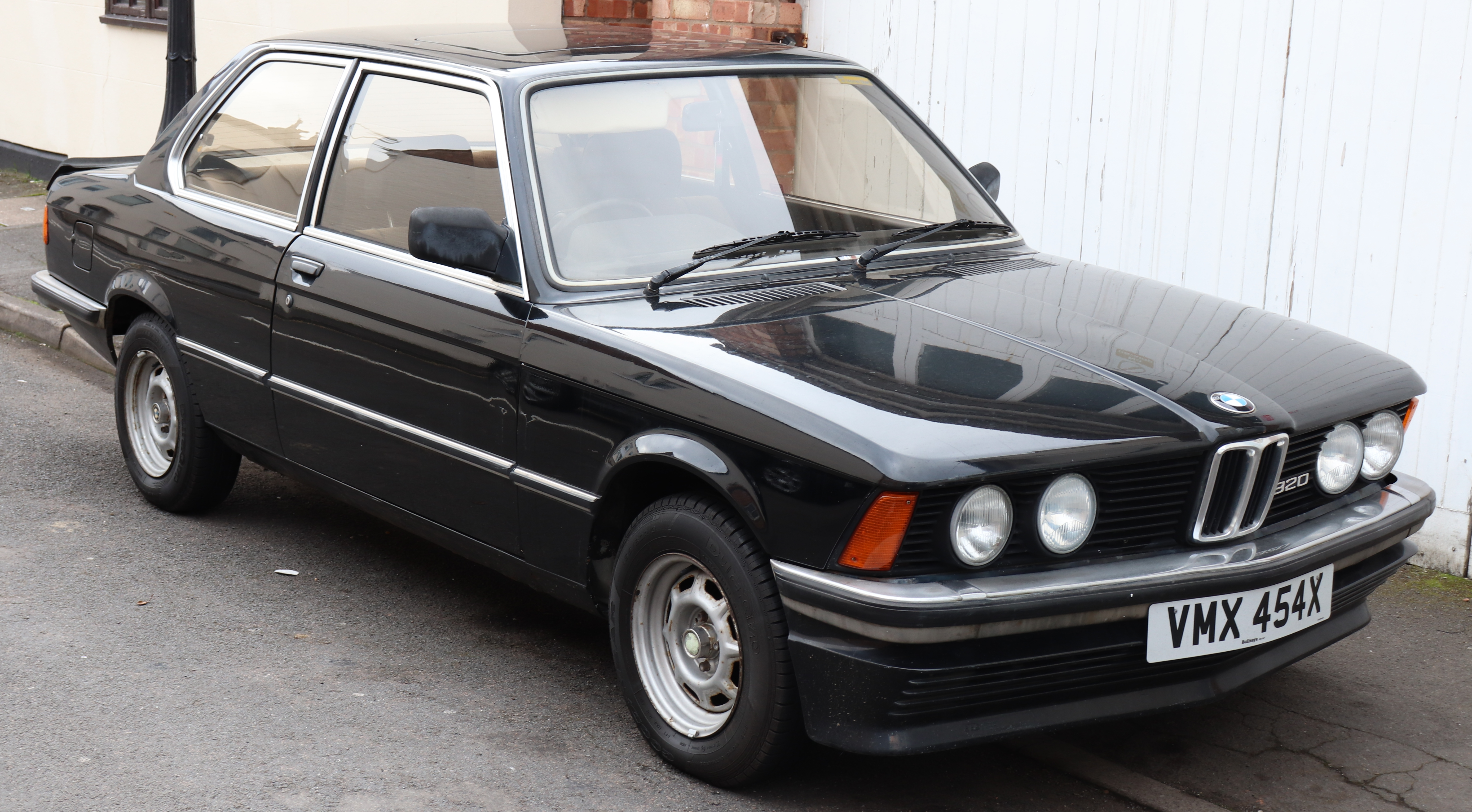
BMW 3

Lamplugh era una agente inmobiliaria que fue reportada como desaparecida luego de asistir a una cita con alguien que se hacía llamar "Señor Kipper", para mostrarle una casa en Fullham. El diario de su oficina registró los detalles de su cita como: "12:45 Señor Kipper - Shorrolds O/S". El "O/S" quería decir "fuera de la propiedad" (Outside the property). Testigos reportaron ver a una mujer que se parecía a Lamplugh hablando con un hombre en Calle Corales y luego entrando en un auto.

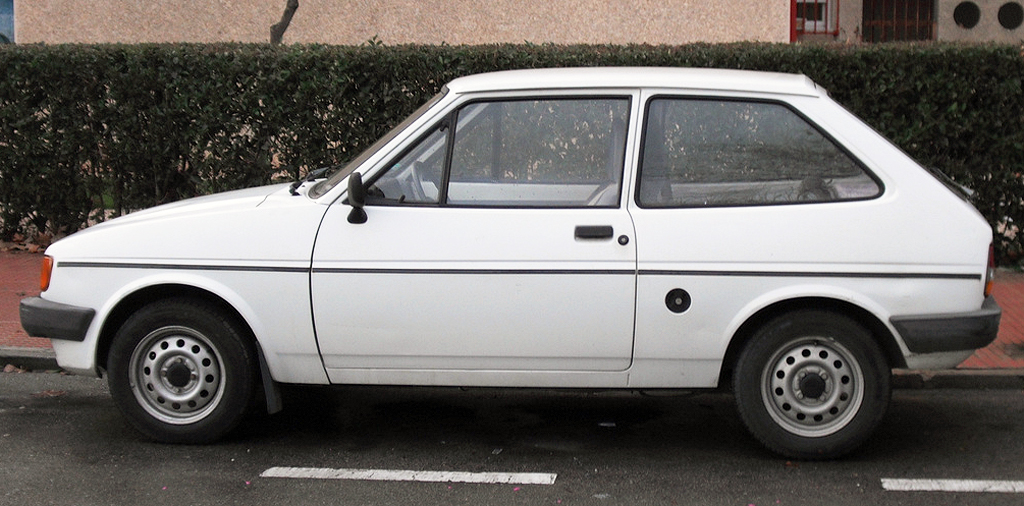

Su Ford Fiesta blanco (matrícula: B396 GAN) fue encontrado la noche del 28 de julio, afuera de una propiedad a la venta en Stevenage Road, Fulham, como a dos kilómetros y medio de distancia. El freno de mano no estaba colocado y las llaves del auto no se encontraron. Su cartera fue encontrada en un compartimiento de almacenamiento en una de las puertas laterales del auto.
La policía sugirió que un automóvil BMW negro con volante a la izquierda pudo estar involucrado, porque un testigo alegó haber visto un vehículo con esa descripción en el mismo lugar que el auto de Lamplugh en Stevenage Road. Durante algún tiempo luego de su desaparición, se creyó que "Kipper" era la pronunciación que ella le daba al nombre holandés "Kuiper", pero las investigaciones policiales fallaron en identificar a alguien con ese nombre conectado a Lamplugh.

## Las investigaciones de la policía
Luego de su desaparición, la policía analizó el ADN de 800 cuerpos sin identificar y restos óseos que concordaban con su descripción. Lamplugh fue declarada oficialmente muerta en 1994; se presumió que había sido asesinada. Nuevas investigaciones de la policía en 1998 y en el 2000 no pudieron rastrearla. La investigación fue abordada en un programa de televisión de 2002, Real Crime.
En noviembre de 2002, se reportó que el violador y asesino convicto, John Cannan, pudo haber asesinado a Lamplugh. Él había sido liberado de prisión unos días antes de la desaparición, y se descubrió que su apodo en la cárcel era "Kipper". Ese mes, la policía de Scotland Yard realizó una conferencia de prensa en la que los oficiales nombraron a Cannan como la persona que creían había sido el asesino de Lamplugh. Cannan negó cualquier participación y las investigaciones fallaron en producir cualquier evidencia que vinculara a Cannan con la desaparición de Lamplugh. En abril de 2001, una exnovia de John Cannan, Gilly Paige, le dijo a las autoridades que él le había insinuado que el cuerpo de Lamplugh se encontraba enterrado en Norton Barracks, una antigua base militar de Worcestershire. Sin embargo, en diciembre de 2002, uno de sus excompañeros de celda le dijo a la policía que Cannan había enterrado a Lamplugh bajo el patio de la casa de su madre en Sutton Coldfield, en las Tierras Occidentales.
En 1982, Lamplugh trabajó como esteticista en el transatlántico Queen Elizabeth II. Al mismo tiempo, Steve Wright, condenado en 2008 como el asesino de cinco prostitutas en Ipswich, se encontraba trabajando como mayordomo en el mismo barco. En 2008, la policía metropolitana investigó si acaso Wright estaba vinculado con la desaparición de Lamplugh, pero no hallaron una base fuerte para continuar la investigación y un alto mando de la policía describió el vínculo como "especulativo".
En agosto del 2010, la policía comenzó a rastrillar un campo en B4084 que se encontraba entre Pershore y Drakes Broughton, como a cinco kilómetros de Norton Barracks, en Worcestershire, donde una búsqueda previa se había llevado a cabo en diciembre del 2000 y febrero del 2001. En diciembre del 2000, la policía rastrilló una fábrica de ladrillos cercana, que había sido mencionada por varios testigos en los reportes originales. La búsqueda de 2010 resultó infructuosa y los restos de Lamplugh no fueron encontrados.
A finales de octubre de 2018, la policía comenzó a investigar la vieja casa de la madre de Cannan en Sutton Coldfield, la misma que fuera investigada en 2002. Desmantelaron el garaje y levantaron el cemento del piso, mientras también investigaban el jardín trasero. El 12 de noviembre de 2018 la policía anunció que la búsqueda en la propiedad había finalizado y que no se había hallado ninguna evidencia.

## Fundación Suzy Lamplugh
La fundación Suzy Lamplugh es una fundación caritativa establecida en 1986 por los padres de Suzy, Paul y Diana, luego de la desaparición de su hija. La misión de la fundación es incrementar la consciencia de la protección personal a través del entrenamiento y varios proyectos, para ayudar a la gente a no convertirse en víctimas de agresión, y para ofrecer consejo y apoyo a los familiares y amigos de personas desaparecidas. La fundación maneja la Línea Nacional de Ayuda por Acoso del Reino Unido y organiza el Día de la Protección Personal, en un evento anual celebrado por primera vez en 2006.
Diana y Paul Lamplugh fueron seleccionados para recibir la condecoración de la OBE en 1992 y en 2005 respectivamente, por su trabajo caritativo con la fundación Suzy Lamplugh. Diana Lamplugh murió en agosto del 2011 a la edad de 75 años, y Paul Lamplugh murió a la edad de 87 en junio del 2018.

## Desenlace
Suzy Lamplugh y su familia eran miembros de la congregación de la Iglesia East Sheen de Todos los Santos, en el municipio de Richmond upon Thames. Es conmemorada ahí en un vitral instalado en 1996.